# Epizetka River
Der Epizetka River ist ein 129 km langer Zufluss der Tschuktschensee im Nordwesten des US-Bundesstaats Alaska.

## Flusslauf
Der Epizetka River entspringt in den Amatusuk Hills auf einer Höhe von etwa 330 m. Er fließt in überwiegend nordwestlicher Richtung durch die Tundralandschaft der Arktischen Küstenebene. Bei Flusskilometer 59 trifft von rechts ein größerer namenloser Nebenfluss auf den Epizetka River. Der Epizetka River mündet schließlich 10,5 km südlich von Point Lay in die Kasegaluk Lagoon, die mit der Tschuktschensee verbunden ist. 

## Einzugsgebiet
Der Epizetka River entwässert ein Areal von etwa 1230 km². Das Einzugsgebiet grenzt im Norden, im Osten und im Südosten an das des Kokolik River sowie im Südwesten und im Westen an das des Kukpowruk River.

## Namensgebung
Der Eskimo-Name des Flusses wurde 1905 von Collier vom U.S. Geological Survey (USGS) gemeldet.